# Vărăncău, Soroca
Vărăncău este satul de reședință al comunei cu același nume  din raionul Soroca, Republica Moldova.
În sat sunt amplasate izvoarele din satul Vărăncău, o arie protejată din categoria monumentelor naturii de tip hidrologic.

## Istoric
Satul Vărăncău a fost menționat documentar in a.1607.
În baza Regulamentului 14 iulie 1868 , sa produs reforma agrară și la Vărăncău. La 23 septembrie 1870 s-a întocmit Actul statutar al moșiei, conform căreia țăranilor li sa-u repartizat 1.205 desetine de pământ. Vărăncăul, Slobozia –Vărăncău, Rediul și Cereșnoveți deveniseră o moșie. La 3iulie 1873 ea a fost luată în gestiunea statului rus și dată în arendă prin intermediul licitațiilor.
Mulți bărbați au fost aruncați de țarismul rus în focul primului război mondial. 32 din ei au căzut în bătălii. Numele lor sunt săpate în piatra monumentului instalat în cimitirul satului.
În 1917 în calitate de primar a fost ales Sava Calcatin, succedat de Iacob Pîrlii, care a deținut acest post până în 1938.
Puterea sovietică se instaurează după 28 iunie 1940.Președinte al sovietului sătesc a fost numit Vichentie Tihoțchi.
În anii de război 1941-1943 primar a fost Manole Furdui,  în 1943-1944 primar-Iulian Culca.
În 1944 autoritățile sovietice au mobilizat și au trimis pe front 512  bărbați din Vărăncău. La vatră nu s-au întors 153. Consătenii  le-au ridicat un monument în fața școlii din sat.
A urmat colectivizarea gospodăriilor țărănești. Primul colhoz denumit „Jdanov” a fost format în 1948 (președinte Andrei Panici).
În primăvara a. 1949 fusese format colhozul „Malenkov” (președinte Panici Ion Toader). Curând ele s-au unit.
În 1949, în Siberia au fost deportați 10 gospodari cu familiile lor.
În 1955 colhozurile „Malencov” din Vărăncău,„Lenin” din Slobozia-Vărăncău și „Pobeda” din Slobozia-Cremene au fuzionat. Colhozul comasat i s-a dat numele„ Lenin”. Președinte a fost ales Simion Gogu, originar din Vărăncău. El a condus gospodăria, care mai târziu i s-a dat denumirea„Octombrie”. Pe timpul său gospodăria avea o economie puternică. La Vărăncău s-au construit clădirile școlii medii(1974),  a școlii muzicale, punctul medical, un magazin mare, o fermă modernă de lapte-marfă și alte obiecte de uz gospodăresc și social – cultural.
 După privatizarea efectuată în conformitate cu Codul funciar al R.M din 1991, membrilor colhozului li s-au repartizat cote de teren echivalent a câte 1,38 ha. O mare parte din cei împroprietăriți s-au întrunit în 1992 în cooperativă agricolă de producție „Prietenia”, din 2000-SRL„Prietenia-Agro”, condusă de Alexei Florea.
  Viața satului a fost adumbrită de o serie de evenimente triste. În 1979 URSS a început războiul din Afganistan. La el au fost nevoiți să Participe și soldații Carauș Vasile M., Fîșcot Nicolai V.,Furdiui Valeriu N., Pîrlii Tudor I.,Tăbîrță Petru N., Vrăjmaș Anatolie I., originari din Vărăncău.   Satul Vărăncău a fost menționat documentar in a.1607.
 În baza Regulamentului 14 iulie 1868 , sa produs reforma agrară și la Vărăncău. La 23 septembrie 1870 s-a întocmit Actul statutar al moșiei, conform căreia țăranilor li sa repartizat 1.205 desetine de pământ. Vărăncăul, Slobozia –Vărăncău, Rediul și Cereșnoveți deveniseră o moșie. La 3iulie 1873 ea a fost luată în gestiunea statului rus și dată în arendă prin intermediul licitațiilor.
 Mulți bărbați au fost aruncați de țarismul rus în focul primului război mondial. 32 din ei au căzut în bătălii. Numele lor sunt săpate în piatra monumentului instalat în cimitirul satului.
  În 1917 în calitate de primar a fost ales Sava Calcatin, succedat de Iacob Pîrlii, care a deținut acest post până în 1938.
 Puterea sovietică se instaurează după 28 iunie 1940.Președinte al sovietului sătesc a fost numit Vichentie Tihoțchi.
 În anii de război 1941-1943 primar a fost Manole Furdui,  în1943-1944 primar-Iulian Culca.
 În 1944 autoritățile sovietice au mobilizat și au trimis pe front 512  bărbați din Vărăncău. La vatră nu s-au întors 153. Consătenii  le-au ridicat un monument în fața școlii din sat.
 A urmat colectivizarea gospodăriilor țărănești. Primul colhoz denumit „Jdanov” a fost format în 1948 (președinte Andrei Panici).
 În primăvara a. 1949 fusese format colhozul„Malenkov” (președinte Panici Ion Toader). Curând ele s-au unit.
 În 1949, în Siberia au fost deportați 10 gospodari cu familiile lor.
 În 1955 colhozurile „Malencov” din Vărăncău, „Lenin” din Slobozia-Vărăncău și „Pobeda” din Slobozia-Cremene au fuzionat. Colhozul comasat i s-a dat numele„ Lenin”. Președinte a fost ales Simion Gogu, originar din Vărăncău. El a condus gospodăria, care mai târziu i s-a dat denumirea „Octombrie”. Pe timpul său gospodăria avea o economie puternică. La Vărăncău s-au construit clădirile școlii medii(1974),  a școlii muzicale, punctul medical, un magazin mare, o fermă modernă de lapte-marfă și alte obiecte de uz gospodăresc și social – cultural.
 După privatizarea efectuată în conformitate cu Codul funciar al R.M din 1991, membrilor colhozului li s-au repartizat cote de teren echivalent a câte 1,38 ha. O mare parte din cei împroprietăriți s-au întrunit în 1992 în cooperativă agricolă de producție „Prietenia”, din 2000-SRL„Prietenia-Agro”, condusă de Alexei Florea.
  Viața satului a fost adumbrită de o serie de evenimente triste. În 1979 URSS a început războiul din Afganistan. La el au fost nevoiți să Participe și soldații Carauș Vasile M., Fîșcot Nicolai V.,Furdiui Valeriu N., Pîrlii Tudor I.,Tăbîrță Petru N., Vrăjmaș Anatolie I., originari din Vărăncău.   Satul Vărăncău a fost menționat documentar in a.1607.
 În baza Regulamentului 14 iulie 1868 , sa produs reforma agrară și la Vărăncău. La 23 septembrie 1870 s-a întocmit Actul statutar al moșiei, conform căreia țăranilor li sa-u repartizat 1.205 desetine de pământ. Vărăncăul, Slobozia –Vărăncău, Rediul și Cereșnoveți deveniseră o moșie. La iulie 1873 ea a fost luată în gestiunea statului rus și dată în arendă prin intermediul licitațiilor.
 Mulți bărbați au fost aruncați de țarismul rus în focul primului război mondial. 32 din ei au căzut în bătălii. Numele lor sunt săpate în piatra monumentului instalat în cimitirul satului.
  În 1917 în calitate de primar a fost ales Sava Calcatin, succedat de Iacob Pîrlii, care a deținut acest post până în 1938.
 Puterea sovietică se instaurează după 28 iunie 1940.Președinte al sovietului sătesc a fost numit Vichentie Tihoțchi.
 În anii de război 1941-1943 primar a fost Manole Furdui,  în1943-1944 primar-Iulian Culca.
 În 1944 autoritățile sovietice au mobilizat și au trimis pe front 512  bărbați din Vărăncău. La vatră nu s-au întors 153. Consătenii  le-au ridicat un monument în fața școlii din sat.
 A urmat colectivizarea gospodăriilor țărănești. Primul colhoz denumit „Jdanov” a fost format în 1948 (președinte Andrei Panici).
 În primăvara a. 1949 fusese format colhozul„Malenkov” (președinte Panici Ion Toader). Curând ele s-au unit.
 În 1949, în Siberia au fost deportați 10 gospodari cu familiile lor.
 În 1955 colhozurile „Malencov” din Vărăncău,„Lenin” din Slobozia-Vărăncău și „Pobeda” din Slobozia-Cremene au fuzionat. Colhozul comasat i s-a dat numele„ Lenin”. Președinte a fost ales Simion Gogu, originar din Vărăncău. El a condus gospodăria, care mai târziu i s-a dat denumirea„Octombrie”. Pe timpul său gospodăria avea o economie puternică. La Vărăncău s-au construit clădirile scolii medii(1974),  a școlii muzicale, punctul medical, un magazin mare, o fermă modernă de lapte-marfă și alte obiecte de uz gospodăresc și social – cultural.
 După privatizarea efectuată în conformitate cu Codul funciar al R.M din 1991, membrilor colhozului li s-au repartizat cote de teren echivalent a câte 1,38 ha. O mare parte din cei împroprietăriți s-au întrunit în 1992 în cooperativă agricolă de producție „Prietenia”, din 2000-SRL„Prietenia-Agro”, condusă de Alexei Florea.
  Viața satului a fost adumbrită de o serie de evenimente triste. În 1979 URSS a început războiul din Afganistan. La el au fost nevoiți să Participe și soldații Carauș Vasile M., Fîșcot Nicolai V.,Furdiui Valeriu N., Pîrlii Tudor I.,Tăbîrță Petru N., Vrăjmaș Anatolie I., originari din Vărăncău.

## Geografie
Aceasta localitate este in administrarea or. Soroca. Distanța directă până în or. Soroca este de 27 km. Distanța directă până în or. Chișinău este de 110 km.

## Demografie
Conform recensământului populației din 2004, satul Vărăncău avea 1714 locuitori: 1704 moldoveni/români, 6 ucraineni, 3 ruși și 1 persoană cu etnie nedeclarată.